# Uomo Calendario
L'Uomo Calendario (Calendar Man), il cui vero nome è Julian Gregory Day, è un personaggio dei fumetti creato nel 1958 da Bill Finger, Sheldon Moldoff e Charles Paris, è un nemico di Batman ossessionato con le date, che commette crimini secondo il calendario basato sulle feste più importanti. Nella miniserie Batman: Il lungo Halloween, il personaggio è stato trasformato in una specie di Hannibal Lecter. Clinicamente pazzo, è uno dei pazienti dell'Arkham Asylum.

## Altri media

### Televisione
L'Uomo Calendario appare nelle seguenti serie animate:
- Batman - Cavaliere della notte: una versione femminile del personaggio appare nell'episodio Giorno dopo giorno.
- Batman: The Brave and the Bold: viene trasformato da Bat-Mito in Calendar King per mettere in difficoltà Batman.
- Harley Quinn.

### Cinema
- L'Uomo Calendario appare nel film d'animazione LEGO Batman - Il film (2017), in cui ha un vestito simile a quello della sua prima apparizione nei fumetti.
- Nel film del DC Extended Universe The Suicide Squad - Missione suicida (2021), Sean Gunn interpreta l'Uomo Calendario che ha un breve cameo all'interno del carcere di Belle Reve: in questa versione dichiara di avere un figlio. Dopo essere stato catturato insulta brevemente Polka-Dot Man  insieme all'amico Double Down.

### Videogiochi
L'Uomo Calendario appare nei seguenti videogiochi:
- Batman: Arkham Asylum, sviluppato da Rocksteady Studios (2009). Per risolvere uno degli indovinelli dell'Enigmista nel penitenziario, è necessario trovare una cella in cui sono presenti numerosi fogli con date scritte sopra di essi e vari elementi che conducono inevitabilmente a questo personaggio
- Batman: Arkham City, sviluppato da Rocksteady Studios (2011) Nel secondo capitolo della saga, l'Uomo Calendario si trova detenuto in una stanza sotterranea del tribunale, vicina al secondo ingresso della struttura. Nel corso del gioco, è possibile interagire con lui, andandoci a parlare usando Batman in precise date di festività e ricorrenze, per ognuna delle quali racconterà una storia o un aneddoto relativi ad un suo crimine passato: 1º gennaio, 14 febbraio (San Valentino), 17 marzo (festa di san Patrizio), 1º aprile, 13 maggio (festa della Mamma), 17 giugno (festa del Papà), 4 luglio (giorno dell'Indipendenza), 16 agosto (festa di San Rocco), 3 settembre (festa del Lavoro), 31 ottobre (Halloween), 22 novembre (Giorno del ringraziamento), 25 dicembre. Dopo ognuno di questi incontri, se gli si farà nuovamente visita, al suo posto si troverà uno scagnozzo di Due Facce, al quale è stato spezzato il collo. Se il giocatore gli fa visita giocando con Catwoman, l'Uomo Calendario le racconterà di uno scontro tra lei e la famiglia Falcone (riferimento alla miniserie Batman: Anno uno) e implicherà che Carmine Falcone fosse il padre della gatta (riferimento a Catwoman: Vacanze romane).
- Batman: Arkham Origins, sviluppato da Warner Bros. Games Montréal (2013). Viene citato nell'introduzione, in cui si capisce che la polizia lo ha arrestato per una serie di omicidi dopo che Batman lo ha catturato e consegnato insieme alle prove, cosa però negata dal capitano Gordon davanti ai giornalisti; l'uomo deve essere giustiziato nel carcere di Blackgate quella sera stessa, ma l'incursione di Maschera Nera interferisce; il boss della malavita lo libera dalla camera a gas e mette al suo posto il commissario Loeb, che viene giustiziato.
- Batman: Arkham Knight, sviluppato da Rocksteady Studios (2015) Anche in questo capitolo è possibile trovare riferimenti al villain tramite un indovinello dell'Enigmista. Inoltre, nel finale del gioco, durante il Protocollo Knightfall, davanti a Villa Wayne, mentre la giornalista Vicki Vale parla ai telespettatori, è possibile intravedere tra la folla una figura calva con lo stesso marchio intorno alla testa visto al criminale nei capitoli precedenti, il che conduce senza dubbio a lui.